# Karl Josef Fromm
Karl Josef Fromm (Viena, 4 de juny de 1873 - 9 de juliol de 1923) fou un compositor i musicòleg austríac.
Va escriure nombroses obres per a piano i per a orquestra, i deu gran part del seu renom a les operetes de què n'és autor. Les que major èxit assoliren porten els títols següents:
- Im Reiche des Sport;
- In der Naturheilanstalt;
- Robinson Crusoe;
- Mir gehört die Welt;
- Die Kriegsreferenten;
- Die Praterfee;
- Wolf Bâr Pjecerkorn auf Reisen;
- Die Elektriker.

També va publicar un Tractat de composició i un altre d'Instrumentació.